# Johan Lædre
Johan Lædre Bjørdal (nacido el 5 de mayo de 1986) es un futbolista natural de Egersund (Noruega) que juega en la posición de defensa. Actualmente juega para el Vålerenga Fotball de la Eliteserien de Noruega.
Comenzó jugando en el equipo de su ciudad, el Egersund IK, en el año 2003, pero fue contratado por el Viking FK más tarde. Fue cedido al FK Tønsberg en la temporada 2005, después de haber jugado solo un partido con el Viking. Luego regresó al Viking FK con más experiencia.

## Selección nacional
Ha sido internacional con la selección de fútbol de Noruega.

## Clubes
| Club                 | País      | Año       |
| -------------------- | --------- | --------- |
| Egersund IK          | Noruega   | 2003      |
| Viking FK            | Noruega   | 2003-2006 |
| FK Tønsberg (cedido) | Noruega   | 2005      |
| FK Bodø/Glimt        | Noruega   | 2007-2011 |
| Viking FK            | Noruega   | 2011-2013 |
| Aarhus GF            | Dinamarca | 2014-2015 |
| Rosenborg BK         | Noruega   | 2015-2018 |
| SV Zulte Waregem     | Bélgica   | 2018-2019 |
| Vålerenga Fotball    | Noruega   | 2019-     |